# Etiqueta sobre la mesa

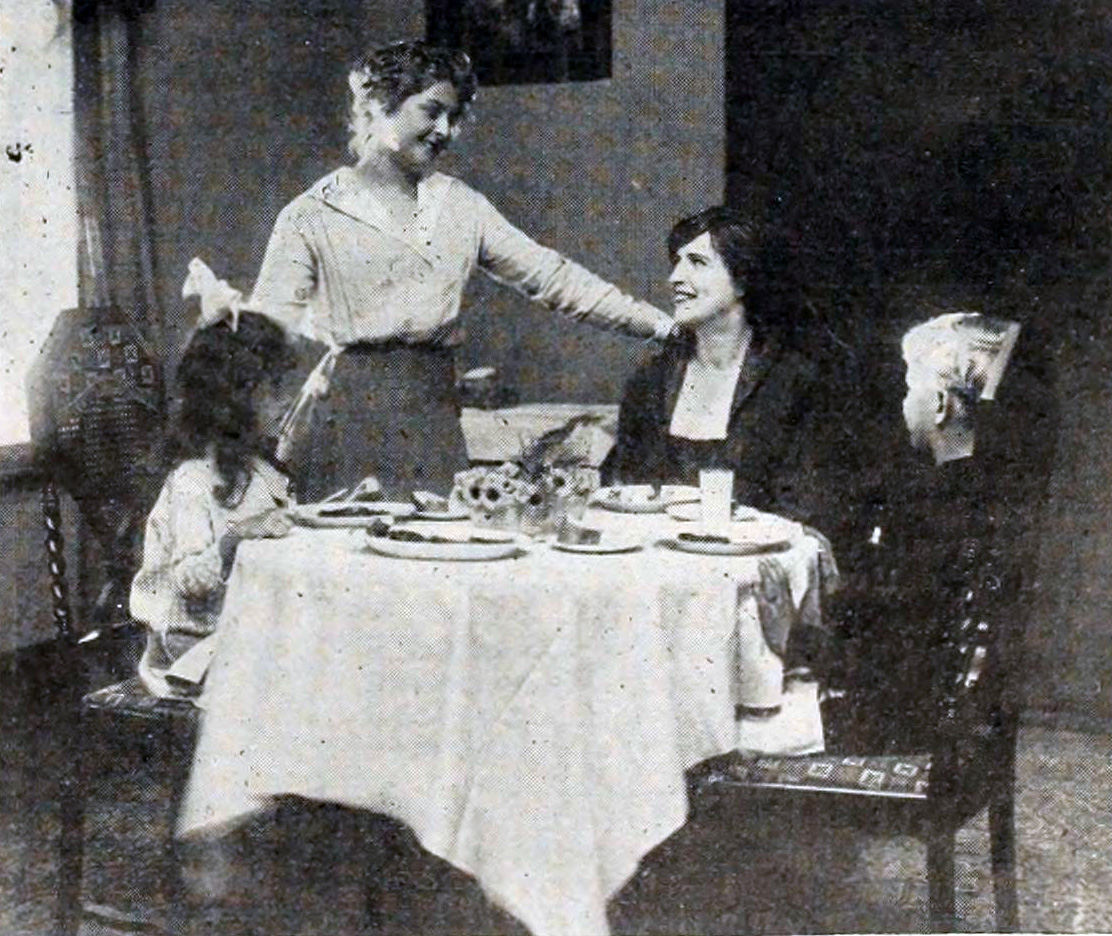
Table Manners in the Nursery (1916)

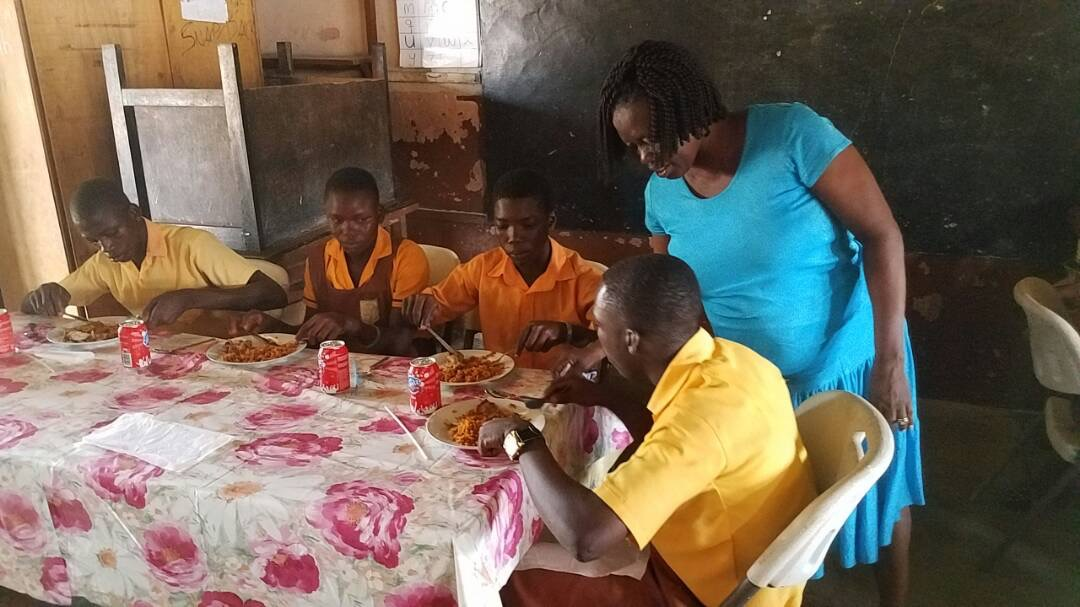
Enseñanza de la etiqueta en una escuela de Ghana

La etiqueta sobre la mesa es el conjunto de normas que cada cultura preescribe como normas de educación a la hora de comer en grupo y suele incluir el correcto manejo de los utensilios de comer: cubertería, cristalería, etc. Cada cultura tiene sus propias normas establecidas y muchas de ellas radican en las costumbres tradicionales y en la forma de ver y comprender la vida.
Hoy en día las buenas maneras sobre la mesa se han incluido en todos los aspectos de la relación y comportamientos humanos y forma parte de la educación básica de las personas siendo observada, por ejemplo, en las empresas. El objetivo de todas las etiquetas sobre la forma de comportarse en la mesa, se puede resumir en: "ser prácticos", es más sencillo y directo comunicarse en una mesa si hay unas normas establecidas que si no las hay. En muchas ocasiones la etiqueta de la mesa no comporta solo a los comensales, sino también a los profesionales de la hostelería.

## Historia
Históricamente, las buenas maneras en la mesa se han considerado en todas las culturas bajo el aspecto del sentido común y respeto hacia los otros comensales, ya existe literatura antigua en Europa al respecto cuando el autor Sebastian Brandt decide escribir una obra en el año 1494 que denomina Stultifera Navis (Nave de tontos), en el que recoge una serie de cortas historias acerca de las maneras sobre la mesa en el siglo XV. Posteriormente, en el siglo XIX la época victoriana marcó en Inglaterra una fuerte minuciosidad en el trato y comportamiento en la mesa.
Sin duda alguna, la mesa ha sido en la historia un elemento de unión o discordia. Grandes decisiones, no solo familiares, también políticas, económicas y sociales, se han tomado alrededor de ella. Desde la última Cena, inmortalizada por Leonardo da Vinci, a los Caballeros de la Mesa Redonda. Y es que en cualquier cultura una mesa es mucho más que un emplazamiento, es un símbolo de compartir, de discutir, de acordar, de agasajar…
Volviendo a Leonardo, ya en el siglo XV, recogía las “buenas maneras en la mesa” en su tratado “Acerca de los procederes indecorosos en la mesa de mi Señor Ludovico”, enumerando de un modo muy visual aquellos comportamientos no propios para compartir mesa con la burguesía:
Hay ciertos procederes indecorosos que debe evitar todo invitado, y para esto me baso en las observaciones que realicé a lo largo de los últimos años:…”
Ningún invitado ha de sentarse sobre la mesa, ni de espaldas a la mesa, ni sobre el regazo de cualquier otro invitado. Tampoco ha de poner la pierna sobre la mesa.
Tampoco ha de sentarse bajo la mesa en ningún momento.
No debe poner la cabeza sobre el plato para comer.
No ha de poner trozos de su propia comida de aspecto desagradable o a medio masticar sobre el plato de sus vecinos sin antes preguntárselo.
No ha de enjugar su cuchillo en las vestiduras de su vecino de mesa.
No ha de limpiar su armadura en la mesa.
No ha de morder la fruta de la fuente de frutas y después retornar la fruta mordida a esa misma fuente.
No ha de escupir sobre la mesa.
Ni tampoco de lado.
No ha de pellizcar ni golpear a su vecino de mesa.
No ha de hacer ruidos de bufidos ni se permitirá dar codazos.
No ha de poner los ojos en blanco ni poner caras horribles.
No ha de poner el dedo en la nariz o en la oreja mientras está comiendo.
No ha de hacer figuras modeladas, ni prender fuegos, ni adiestrarse en hacer nudos en la mesa (a menos que mi señor así se lo pida).
No ha de dejar sueltas sus aves en la mesa.
Ni tampoco serpientes ni escarabajos.
No ha de tocar el laúd o cualquier otro instrumento que pueda ir en perjuicio de su vecino de mesa (a menos que mi señor así se lo requiera).
No ha de cantar, ni hacer discursos, ni vociferar improperios ni tampoco proponer acertijos obscenos si está sentado junto a una dama.